# Terranova (razza canina)
Il terranova è una razza canina, originaria dell'omonima isola canadese. Forte e di grandi dimensioni, è molto portato al soccorso acquatico.

## Storia
Sono tante le ipotesi sulle origini di questa diffusissima razza. Una delle più probabili lo farebbero risalire ai cani da orso portati in America dalle navi vichinghe. Altri invece ritengono che si sia evoluto a partire da una razza asiatica legata al mastino del Tibet, arrivato nelle Americhe assieme alle popolazioni che attraversarono lo stretto di Bering durante la glaciazione.
Questo veniva impiegato nella caccia, per il traino, per la pesca e anche per la guardia ai villaggi. È molto probabile che entrambe le teorie siano valide: infatti il sangue dei cani importati dai Vichinghi si potrebbe essere incrociato successivamente con una razza appartenente alle popolazioni nomadi provenienti dall'Asia, dando vita al progenitore dell'attuale terranova.
Tra il XVIII e il XIX secolo tra le isole canadesi del nord-atlantico esisteva una razza denominata "cane di St. John's", utilizzata sia dai pescatori per il recupero delle reti e per il salvataggio in acqua, che dai cacciatori da riporto. Da questi cani si ritiene siano partite le selezioni, sia del terranova, che del labrador.
Molti personaggi storici hanno posseduto cani di questa razza tra cui Napoleone, Giorgio II, Wagner e Lord Byron, che amò moltissimo il suo Terranova di nome Boatswain, tanto che quando quest'ultimo morì di rabbia, egli gli dedicò un epitaffio inciso sulla sua tomba.

## Descrizione
La razza oggi è divisa in tre diverse varietà a seconda del colore del manto: il nero (il colore più comune), il marrone (definito brown) e il bianco con macchie nere (definito "tipo landseer", da non confondere comunque con il landseer vero e proprio). Questi colori sono riconosciuti in Europa mentre in America sono anche riconosciuti il bronzo e il grigio.
Il pelo del cucciolo (molto morbido) rimane per circa sette mesi, dopodiché viene sostituito da quello adulto (meno morbido e più lucido). Il terranova compie la muta, cambio del pelo, due volte all'anno: in estate e in inverno.

## Caratteristiche

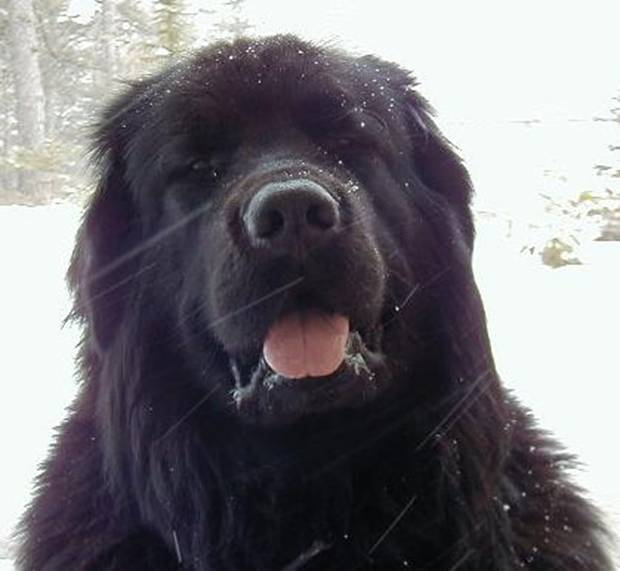
Terranova in un bosco

La razza è soprattutto famosa per la sua caratteristica di amare molto l'acqua: hanno una grande capacità polmonare e sono in grado di nuotare per lunghe distanze. Presenta, infatti, determinate caratteristiche fisiche come il pelo impermeabile, le zampe palmate e la capacità di utilizzare la coda come un timone: qualità che lo rendono un perfetto nuotatore. Queste peculiarità sono frutto della selezione praticata dall'uomo su questa razza in funzione delle condizioni climatiche e ambientali in cui era allevato e utilizzato per la caccia e la pesca.
È inoltre spesso utilizzato per soccorso. Dal punto di vista caratteriale è amichevole, infatti difficilmente reagisce con rabbia a una situazione a meno che non ci sia un reale pericolo per il padrone. In questa occasione fa valere la sua stazza e la sua potenza, mettendosi in mostra con un portamento fiero e "regale".
È una razza che si affeziona moltissimo al proprio padrone e in generale alla famiglia che lo accudisce, contrariamente all'imponente stazza non necessita di molto spazio. Ha invece assoluto bisogno del contatto con il padrone, con il quale interagisce continuamente. Se non si ha tempo da dedicargli quotidianamente il Terranova è un cane sbagliato.
Il suo istinto al salvataggio è così forte che talora, se non opportunamente addestrato, può salvare anche chi non ne ha bisogno.
Il Terranova nel primo anno di vita necessita di attenzioni particolari nella dieta. Infatti essendo un cane a rapidissima crescita (fino a 300 gr al giorno in alcuni periodi) necessita di una dieta ricca ed equilibrata. La voracità del cucciolo non deve fare compassione e bisogna stare molto attenti che non ingrassi. L'ingrassamento del cucciolo è un fattore di predisposizione alla displasia alle anche e al gomito. La displasia è una malattia che ha una certa ereditarietà, è per questo che è buona norma verificare la salute dei genitori e dei nonni prima di accogliere un Terranova in casa. Una volta adulto diventa possente e molto forte che può trainare molti kg sia da terra che in acqua. Il carattere è molto docile ed affettuoso.

## Alimentazione e cure
Per la sua grande stazza è necessaria una dieta ricca di proteine che lo aiuti a sopportare il proprio peso, oltre a una giusta quantità di esercizio. Attenzione però a non sforzarlo troppo da cucciolo. Il cioccolato e i dolci sono assolutamente vietati poiché il fegato canino non riesce a scindere la teobromina.
È importante spazzolare il foltissimo manto eliminando erba e pezzetti di legno che inevitabilmente vi si annidano dopo le passeggiate. Il trattamento ideale per il pelo, oltre alla spazzolatura, consiste nel soffiare tramite soffiatore, ciò infatti aiuta ad evitare dermatiti. Quando il pelo è bagnato in profondità bisogna provvedere all'asciugatura, ma le caratteristiche del manto fanno sì che non ci sia da allarmarsi se il cane da adulto rimane a giocare sotto la pioggia.

## Adatto per
- Compagnia
- Pet therapy
- Protezione civile (soccorso in acqua)
- Obedience

## Non adatto per...
- Agility dog
- Flyball
- Freestyle
- Difesa